# Suekichi Aono
Pour les articles homonymes, voir Aono.
Suekichi Aono (青野 季吉, Aono Suekichi, 24 février 1890 - 23 juin 1961) est un théoricien marxiste de littérature et critique littéraire japonais.
Aono exerce une influence considérable sur la littérature prolétarienne des années 1920 et 1930 au Japon. Bien que marxiste, il conserve toujours des différences avec le parti communiste japonais. Dans les années 1930, il s'éloigne de plus en plus des positions marxistes orthodoxes.
En tant que critique littéraire, Aono travaille pour le magazine prolétarien Bungei Sensen. En 1923, il publie une étude sur les œuvres de Lénine. Après la Seconde Guerre mondiale, il est président de l'union des écrivains Nihon Bungeika Kyōkei. En 1949, il est lauréat du prix Yomiuri de littérature pour Gendai-bungaku-ron, puis du prix Mainichi de la culture en 1955 pour ses travaux théoriques de littérature Gendai bungakuron taikei, en 1958 pour Bungaku gojūnen et en 1964 pour le journal Aono Suekichi nikki.

## Source de la traduction
- (de) Cet article est partiellement ou en totalité issu de l’article de Wikipédia en allemand intitulé « Aono Suekichi » (voir la liste des auteurs).